# Corazón de tinta
Corazón de tinta (título original en alemán, Tintenherz) es una novela de fantasía escrita por Cornelia Funke. Es el primer volumen de la trilogía del mismo nombre, seguida por Sangre de tinta (2005) y finalizada en Muerte de tinta (2007).

## Sinopsis
La serie trata de una familia muy pequeña compuesta por una chica llamada Meggie y su padre llamado Mortimer, al que Meggie llama Mo. Este tiene un poder sobrenatural para lograr que los personajes de los libros cobren vida, con solo leer en voz alta. Una noche, son visitados por Dedo Polvoriento, un personaje de un misterioso libro que ha sido arrebatado de su mundo, y su marta con cuernos Gwin. Este advierte a Mo (al que llama Lengua de Brujo) que su viejo enemigo Capricornio y sus secuaces, lo están buscando por el increíble don que posee. 